# Janów (gmina Młodzieszyn)
Janów – wieś w Polsce, położona w województwie mazowieckim, w powiecie sochaczewskim, w gminie Młodzieszyn. Ma status sołectwa.
| SIMC    | Nazwa        | Rodzaj    |
| ------- | ------------ | --------- |
| 0731809 | Kresy Drugie | część wsi |
| 0731815 | Ruszki       | część wsi |
| 0731821 | Wandzin      | część wsi |

W latach 1954–1959 wieś należała i była siedzibą władz gromady Janów, po jej zniesieniu w gromadzie Młodzieszyn. W latach 1975–1998 miejscowość należała administracyjnie do województwa skierniewickiego.